# Sissy Spacek

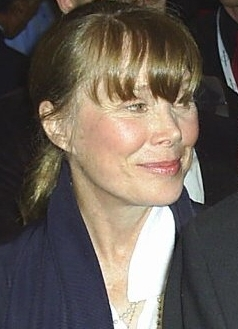
Sissy Spacek

Sissy Spacek (n. 25 decembrie 1949, Quitman⁠(d), Texas, SUA) este o actriță americană de film și cântăreață. Este laureată a premiului Oscar.
Are origini cehe și sudete.

## Filmografie

### Film
- 1972 Măcelul (Prime Cut), regia Michael Ritchie, rol : Poppy
- 1973 Baladă sălbatică (Badlands), regia Terrence Malick : Holly Sargis
- 1974 În zori (Ginger in the Morning), regia Gordon Wiles : Ginger
- 1974 The Migrants, regia Tom Gries : Wanda Trimpin
- 1976 Carrie, regia Brian De Palma : Carrie White
- 1976 Bun-venit la Los Angeles (Welcome to L.A.), regia Alan Rudolph : Linda Murray
- 1977 Trei femei (3 Women), regia Robert Altman : Pinky Rose

- 1980 Fata de miner (Coal Miner's Daughter), regia Michael Apted : Loretta Lynn
- 1980 Ritmul inimii (Heart Beat), regia John Byrum : Carolyn Cassady
- 1981 Zdrențărosul (Raggedy Man), regia Jack Fisk : Nita Longley
- 1982 Dispărutul (Missing), regia Costa-Gavras : Beth Horman
- 1983 Omul cu doi creieri (The Man with Two Brains), regia Carl Reiner : Anne Uumellmahaye (voce)
- 1984 Râul (The River), regia Mark Rydell : Mae Garvey
- 1985 Marie, regia Roger Donaldson : Marie Ragghianti
- 1986 Violetele sunt albastre (Violets Are Blue), regia Jack Fisk : Augusta 'Gussie' Sawyer
- 1986 Noapte bună, mamă ('night, Mother), regia Tom Moore : Jessie Cates
- 1986 Greșelile inimii (Crimes of the Heart), regia Bruce Beresford : Babe Magrath Botrelle

- 1990 Lungul drum spre casă (The Long Walk Home), regia Richard Pearce : Miriam Thompson
- 1991 JFK, regia Oliver Stone : Liz Garrison
- 1991 Promisiuni (Hard Promises), regia Martin Davidson : Christine Ann Coalter
- 1994 Târgul mămicilor (Trading Mom), regia Tia Brelis
- 1995 Harpa de iarbă (The Grass Harp), regia Charles Matthau : Verena Talbo
- 1997 Traumal (Affliction), regia Paul Schrader : Margie Fogg
- 1999 Adolescentul atomic (Blast from the Past), regia Hugh Wilson : Helen Thomas Webber
- 1999 Povestea lui Alvin Straight (The Straight Story), regia David Lynch : Rose 'Rosie' Straight

- 2001 În dormitor (In the Bedroom), regia Todd Field : Ruth Fowler
- 2001 Midwives, regia Glenn Jordan : Sibyl Danforth
- 2002 Tinerețe veșnică (Tuck Everlasting), regia Jay Russell : Mae Tuck
- 2004 O casă la capătul lumii (A Home at the End of the World), regia Michael Mayer : Alice Glover
- 2005 Nouă vieți (Nine Lives), regia Rodrigo García : Ruth
- 2005 Avertizarea 2 (The Ring Two), regia Hideo Nakata : Evelyn
- 2005 North Country, regia Niki Caro : Alice Aimes
- 2006 An American Haunting, regia Courtney Solomon : Lucy Bell
- 2007 Gray Matters, regia Sue Kramer : Sydney
- 2007 Hot Rod, regia Akiva Schaffer : Marie Powell
- 2007 Pictures of Hollis Woods, regia Tony Bill : Josie Cahill
- 2008 Lake City, regia Hunter Hill și Perry Moore : Maggie
- 2008 De Crăciun nu stăm acasă! (Four Christmases), regia Seth Gordon : Paula
- 2009 Get Low, regia Aaron Schneider : Mattie Darrow

- 2011 The Help, regia Tate Taylor : Mrs. Walters
- 2012 Deadfall, regia Stefan Ruzowitzky : June Mills

### Televiziune
| An           | Titlu                                         | Rol                 | Note                                 |
| ------------ | --------------------------------------------- | ------------------- | ------------------------------------ |
| 1973         | Love, American Style                          | Teri                | Episodul: "Love and the Older Lover" |
| 1973         | The Girls of Huntington House                 | Sara                | Film de televiziune                  |
| 1973         | The Waltons                                   | Sarah Jane Simmonds | 2 episoade                           |
| 1974         | Ginger in the Morning                         | Ginger              | Film de televiziune                  |
| 1975         | Katherine                                     | Katherine Alman     | Film de televiziune                  |
| 1978         | Verna: U.S.O. Girl                            | Verna Vane          | Film de televiziune                  |
| 1992         | A Private Matter                              | Sherri Finkbine     | Film de televiziune                  |
| 1994         | A Place for Annie                             | Susan Lansing       | Film de televiziune                  |
| 1995         | The Good Old Boys                             | Spring Renfro       | Film de televiziune                  |
| 1995         | Streets of Laredo                             | Lorena Parker       | 3 episoade                           |
| 1996         | Beyond the Call                               | Pam O'Brien         | Film de televiziune                  |
| 1996         | If These Walls Could Talk                     | Barbara Barrows     | Film de televiziune; segment: "1974" |
| 2000         | Songs in Ordinary Time                        | Marie Fermoyle      | Film de televiziune                  |
| 2002         | Last Call                                     | Zelda Fitzgerald    | Film de televiziune                  |
| 2009         | Appalachia: A History of Mountains and People | Narrator            | 4 episoade                           |
| 2010         | Gimme Shelter                                 | Adrienne Nourse     | Pilot                                |
| 2010–2011    | Big Love                                      | Marilyn Densham     | 5 episoade                           |
| 2015–present | Bloodline                                     | Sally Rayburn       | 23 episoade                          |